# Luigi Tonini
Luigi Tonini (Rimini, 4 febbraio 1807 – Rimini, 14 novembre 1874) è stato uno storico e bibliografo italiano.
A lui è intitolato il Museo della città di Rimini.

## Biografia
Quando ha solo 16 anni, perde entrambi i genitori, Francesco e Lucrezia Pedrizzi. Avviato agli studi prima a Rimini e poi a Bologna, si iscrive alla facoltà di legge dell'Università di Bologna, dopo aver frequentato fisica e filosofia morale. Nel 1834 si impiega presso la Biblioteca Civica Gambalunga di Rimini, prima come coadiutore, quindi come bibliotecario reggente (1840) ed infine come bibliotecario titolare (1853).
Esperto bibliografo e paleografo, appassionato alla ricerca di documenti e manoscritti antichi, contribuì ad arricchire progressivamente il patrimonio della biblioteca, curando l'acquisizione di importanti raccolte, quali quelle di Domenico Paulucci, Michelangelo Zanotti e soprattutto, nel 1871, riuscì ad acquisire un'importante raccolta di incisioni, disegni, pergamene, carte e libri già appartenuta al sacerdote Zeffirino Gambetti.
Autore di numerosi testi monografici a carattere storico, tra cui la monografia Memorie storiche intorno a Francesca da Rimini, oltre che della prima Guida di Rimini, pubblicata nel 1864, è soprattutto ricordato per la sua monumentale Storia civile e sacra riminese, opera in sei volumi. I primi tre volumi vennero pubblicati tra il 1848 e il 1862, il quarto e il quinto vennero pubblicati postumi nel 1880 e nel 1882, mentre il sesto volume, che Luigi Tonini aveva soltanto abbozzato, venne scritto dal figlio Carlo e pubblicato nel 1888.

## Opere
- Luigi Tonini, Storia civile e sacra riminese del dottor Luigi Tonini, 1848.
- Luigi Tonini, Storia di Rimini: Rimini dal principio dell'era volgare all'anno MCC, Tipi Orfanelli e Grandi, 1856.
- Luigi Tonini, Guida del forestiere nella città di Rimini, Rimini, Tipografia Malvolti ed Ercolani, 1864.
- Luigi Tonini, Memorie storiche intorno a Francesca da Rimini, Rimini, Tipografia Malvolti, 1870.